# Horst Heese
Horst Heese (Düsseldorf, 31 dicembre 1943) è un allenatore di calcio ed ex calciatore tedesco, di ruolo attaccante.

## Palmarès

### Giocatore

#### Competizioni nazionali
- Coppa di Lega tedesca: 1

Amburgo: 1972-1973

#### Competizioni internazionali
- Coppa Piano Karl Rappan: 1

Amburgo: 1974